# جون هولمان
جون هولمان (بالإنجليزية: John Holman)‏ هو مالك فريق ناسكار ‏ أمريكي، ولد في 9 نوفمبر 1918، وتوفي في 1975.